# المقبرة العسكرية الألمانية في برج السدرية
المقبرة العسكرية الألمانية في برج السدرية هي مقبرة عسكرية ألمانية بالقرب من بلدة برج السدرية، حوالي عشرين كيلومترا من تونس العاصمة تونس. تحتوي على 8562 قبر للجنود الألمان الذين سقطوا خلال الحرب العالمية الثانية، خلال الحملة التونسية (نوفمبر 1942 ومايو 1943)، أو مات في الاسر.